# Ramón Sáez
Ramón Sáez Marzo (ur. 8 marca 1940 w Utiel, zm. 18 czerwca 2013 w Walencji) – hiszpański kolarz szosowy, dwukrotny medalista mistrzostw świata.

## Kariera
Największy sukces w karierze Ramón Sáez osiągnął w 1964 roku, kiedy wspólnie z José Goyeneche, Luisem Pedro Santamariną i Ginésem Garcíą zdobył srebrny medal w drużynowej jeździe na czas na mistrzostwach świata w Sallanches. Na rozgrywanych trzy lata później mistrzostwach świata w Heerlen zajął trzecie miejsce w wyścigu ze startu wspólnego zawodowców. W zawodach tych wyprzedzili go jedynie Belg Eddy Merckx oraz Holender Jan Janssen. W 1960 roku wziął udział w igrzyskach olimpijskich w Rzymie, gdzie Hiszpanie z Sáezem w składzie zajęli ósme miejsce w jeździe na czas. Ponadto w 1965 roku zajął trzecie miejsce w Klasika Primavera, w 1970 roku zwyciężył w Trofeo Luis Puig, a rok później był najlepszy w Vuelta a Aragón. Sześciokrotnie startował w Vuelta a España, wygrywając przy tym łącznie siedem etapów. Najlepszy wynik osiągał w latach 1966 i 1969, kiedy zajmował 19. miejsce w klasyfikacji generalnej. W 1967 roku wystartował w Tour de France, zajmując ostatecznie 85. miejsce. Jako zawodowiec startował w latach 1962-1973.